# 渡辺充
渡邊 充（わたなべ みつる、1957年5月11日 - ）は、日本の法学者。明治学院大学法学部教授、同大学法学部長。
専門は租税法であり、「租税法判例と租税法律主義」及び「法人税法における5大損金改革論」を研究テーマとしている。

## 経歴
- 1981年 - 中央大学商学部会計学科卒業
- 1986年 - 成蹊大学大学院経営学研究科修了
- 1986年 - 税理士登録
- 1986年 - 日本税務研究センター研究員
- 1990年 - 小樽女子短期大学経営実務科講師
- 1996年 - 小樽女子短期大学経営実務科教授
- 1999年 - 東北文化学園大学総合政策学部教授
- 2004年 - 明治学院大学法学部教授（現在に至る）
- 2008年 - 明治学院大学法学部長（現在に至る）

## 著書

### 単著
- 『国税専門官会計学』（税務経理協会、2002年）
- 『判例に学ぶ租税法』（税務経理協会、2003年）
- 『検証!藤山税務訴訟判決』（ぎょうせい、2008年）
- 『検証!国税庁情報の重要判決50』（ぎょうせい2012年）

### 共著
- （畠山武道）『新版　租税法』（青林書院、2001年）